# Poder polític
El poder polític és una conseqüència lògica de l'exercici de les funcions per part de les persones que ocupen un càrrec representatiu dins d'un sistema de govern en un país. El poder polític s'identifica en sistemes democràtics amb el poder Executiu i legislatiu d'un país, mentre que el tercer poder de l'Estat, el poder judicial està dins d'un esquema distint, ja que la seua legitimitat no està sostinguda pel vot del poble com els altres dos poders, si no pel fidel compliment de l'exercici de les seues funcions.
El poder polític és legítim quan és triat d'acord amb les lleis del país (Constitució). En països democràtics té com sustente la legitimitat atorgada pel poble per mitjà del vot popular (Eleccions). El poder polític és abusiu quan s'excedeix en l'exercici de les seues funcions, avançat en matèries que està dins de l'àmbit dels altres poders. (Intromissió de poders). El poder polític és il·legítim quan utilitza mecanismes no autoritzats per la lleis i s'ensenyoreix del poder governamental (Executiu-legislatiu) sense tenir la legitimitat del poble, atorgada pel vot popular.

## Manifestacions del poder abusiu i il·legítim
- Coacció: És el mitjà utilitzat perquè tercers seguisquen una determinada conducta. És el que es coneix com a coacció. Pot ser física o psíquica.

- Coerció: La coacció va donar pas a la coerció, que és la situació on el tercer realitza el mandat a causa de l'amenaça de l'ús de la violència, és a dir, la potencialitat de l'ús d'aqueixa violència. S'exclou així el paper totalment actiu (ordenar i fer complir) reservant a l'autoritat un paper parcialment actiu (només ordenar). La coacció es fonamentava en el temor d'un dany segur en el cas d'incomplir l'ordenat. D'aquest vessant del poder es va desenvolupar el que posteriorment es van conèixer com a delictes contra l'autoritat, és a dir, desafiar al poder.

- Crítiques

Però aquest poder segons els Anarquistes clàssics fa que es posi en perspectiva la llibertat de l'individu, donant com a fi la dominació d'aquest a través de regles coactives "dret" les quals, en comptes d'ordenar, subordinen.

## Legitimació del poder
- Poder sagrat: La primera forma de legitimació utilitzada es va basar en la religió i la divinitat. El poderós ja no ho era només perquè podia exercir violència o perquè tenia un vincle de temor que li assegurara aqueixa posició. Ara el poderós s'instituïa com un ésser distint, superior i lligat als déus. El poder d'origen diví era incontestable, a no ser per altre poder d'igual estatus o instituït per un déu diferent. A grans trets aquest va ser el desenvolupament esquemàtic fins a la Revolució Francesa.

- Sobirania nacional: Les idees que van inspirar la Revolució Francesa i els seus resultats van negar que el poder tinga origen diví i van assolir donar-li volta a l'esquema assenyalant que la font del poder no eren les característiques del poderós sinó únicament la voluntat dels súbdits que ho deixaven tenir el poder. Aquesta idea va dur al convenciment que el veritable poder naixia de la massa de súbdits, el poble, i aquest havia de tenir la capacitat de delegar tal poder en qui li plaguera i en les condicions que considerara més apropiades i durant el temps que creguera convenient.

## Teories del poder
- Jean-William Lapierre: El poder polític és una funció social que consisteix a prendre decisions sobiranament per al conjunt de la societat global i d'assegurar la seua execució per mitjà de l'autoritat legítima i la supremacia de la força pública.

1. Teoria elitista: El poder està concentrat en poques mans polítiques, socials o econòmiques (elits). Per exemple, Mosca, Pareto, Michels.
2. Teoria pluralista de Dahl: El poder està repartit entre grups de la societat. Les decisions són un agregat dels interessos de la societat.
3. Teoria neocorporatista: El poder està repartit en 3 unitats constitutives (Govern, patronal i sindicats) que negocien entre ells i adopten les grans decisions econòmiques: